# Solanum denseaculeatum
Solanum denseaculeatum är en potatisväxtart som beskrevs av Symon. Solanum denseaculeatum ingår i släktet skattor som ingår i familjen potatisväxter. Inga underarter finns listade i Catalogue of Life.